# Lliura israeliana

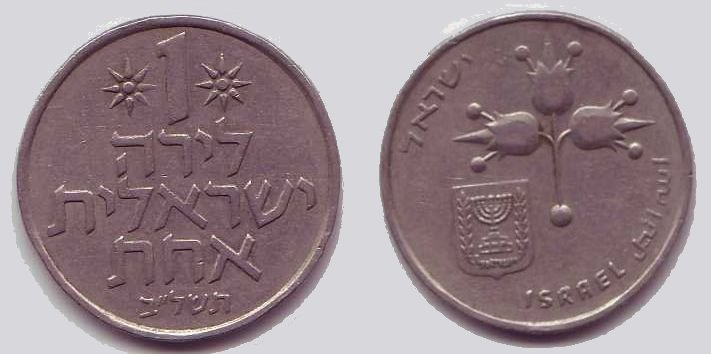
Moneda d'1 lira

La lliura israeliana, també coneguda com a lira israeliana pel seu nom en hebreu (לירה ישראלית, lira yisraelit; en plural לירות ישראליות, lirot yisraeliot), fou la unitat monetària d'Israel des de poc temps després de la creació de l'estat el 1948 fins al 1980. S'acostumava a abreviar ל"י en alfabet hebreu i I£ en alfabet llatí. El seu codi ISO 4217 era ILP.
Les primeres lliures israelianes es dividien encara en 1.000 mils, com la moneda anterior palestina, nom que el 1949 va esdevenir en hebreu prutot (פרוטות), en singular prutà (פרוטה; en àrab بــروطـة, bruta). En la reforma monetària de 1960, la fracció va passar a ser 100 agorot (אגורות), en singular agorà (אגורה; en àrab اغورة, agora).

## Història
La lliura israeliana va substituir la lliura palestina en termes paritaris (1:1). De fet, la lliura palestina (en anglès Palestinian pound; en àrab جنيه فلسطيني junaia filistiní) va subsistir a Israel fins al 1952, emesa pel Banc Anglopalestí (Anglo-Palestine Bank) en comptes del precedent Institut Monetari Palestí (Palestine Currency Board), i amb el mateix nom en anglès i àrab però reanomenada «lliura de la Terra d'Israel» (לירה ארץ ישראל, lira Eretz-Yisraelit) en hebreu. Quan el 1952 el Banc Anglopalestí va esdevenir el Banc Nacional d'Israel (בנק לאומי לישראל, Bank Leumi Le-Yisrael), la lira fou anomenada definitivament lira israeliana (לירה ישראלית, lira yisraelit en hebreu; جنيه إسرائيلي, junaia israïlí en àrab). A partir del 1954 fou emesa pel Banc d'Israel (בנק ישראל, Bank Yisrael).

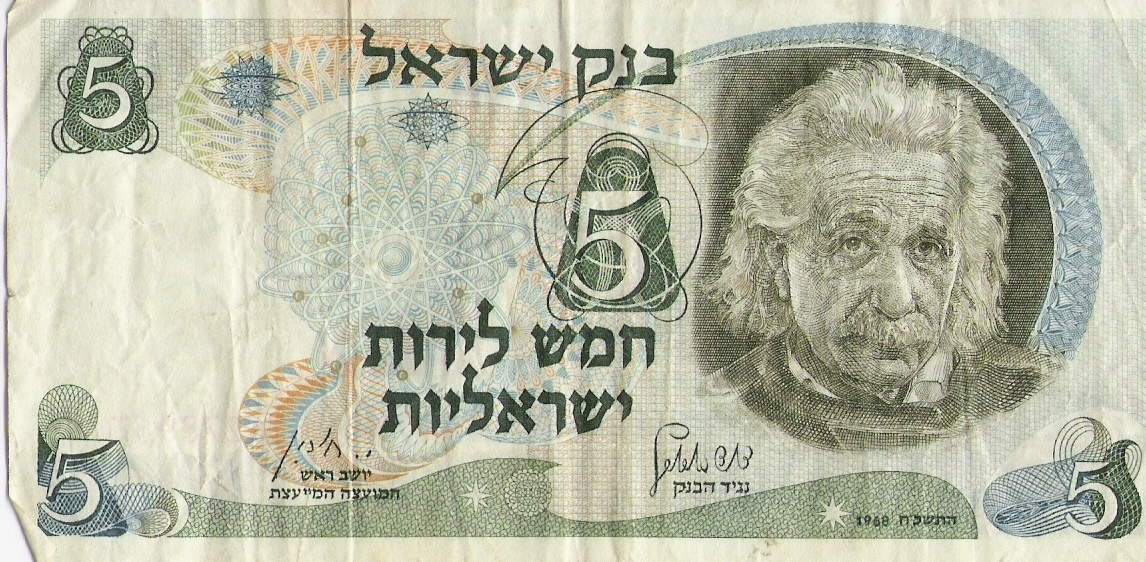
Bitllet de 5 lliures de 1968 amb l'efígie d'Albert Einstein

A la dècada del 1960 hi va haver una forta controvèrsia sobre el fet que la moneda israeliana no tingués un nom tradicional hebreu. Finalment el Ministeri de Finances es va decidir a canviar-li el nom, cosa que no va ser efectiva fins al febrer del 1980, en què la lliura israeliana fou substituïda pel xéquel, nom de ressonàncies bíbliques, a raó de deu lliures per xéquel.

## Monedes i bitllets
En el moment de la seva substitució pel xéquel, en circulaven monedes d'1, 5, 10 i 25 agorot i de ½, 1 i 5 lirot i bitllets de 5, 10, 50, 100 i 500 lirot.